# Belcești (gmina)
Belcești – gmina w Rumunii, w okręgu Jassy. Obejmuje miejscowości Belcești, Liteni, Munteni, Satu Nou, Tansa i Ulmi. W 2011 roku liczyła 10 555 mieszkańców.